# Magnesi chromat
Magnesi cromat là một hợp chất hóa học vô cơ, với công thức hóa học được quy định là MgCrO4. Hợp chất này tồn tại dưới dạng thức là một chất rắn hòa tan trong nước trắng hoặc nâu, không mùi, với một số ứng dụng công nghiệp quan trọng. Hợp chất cromat này có thể được sản xuất dưới dạng bột.

## Lịch sử
Trước năm 1940, tài liệu về magnesi cromat và dạng ngậm nước hydrat của nó rất hiếm, nhưng những nghiên cứu bắt đầu trong năm đó đã xem xét các tính chất và độ hòa tan của nó.

## Sử dụng
Hợp chất này có sẵn trong các loại bột khác nhau, kích cỡ từ nano đến micromet, hoặc dưới dạng dạng khan hoặc dạng hydrat (ngậm nước).
Là một hợp chất dạng ngậm nước (hydrat), hợp chất này rất hữu ích như một chất ức chế ăn mòn và sắc tố, hoặc như một thành phần trong mỹ phẩm. Trong năm 2011, một nhà khoa học tại Đại học College London đã phát hiện ra một undecahydrat (chứa 11 phân tử nước) của hợp chất này.

## Nguy hiểm
Magnesi cromat dạng ngậm nước nên được lưu trữ ở nhiệt độ phòng và không có tác dụng trong việc điều trị hiện hành. Hợp chất này còn là một chất bị nghi ngại là gây ung thư và có thể dẫn đến cấp tính và bệnh viêm da. Ngoài ra, hợp chất này còn có thể gây tổn thương thận và gan nếu hít phải, vì vậy nó cần được xem là chất thải nguy hại.